# پتار مرکوف
پتار مرکوف (بلغاری: Петър Христов Мерков؛ زادهٔ ۳ نوامبر ۱۹۷۶) قایقران کانو اهل بلغارستان است.